# Derviš Korkut
Derviš Korkut (Travnik, 5 maggio 1888 – Sarajevo, 28 agosto 1969) è stato un bibliotecario, insegnante, umanista e orientalista jugoslavo.
È il fratello del famoso traduttore bosniaco del Corano, Besim Korkut
Derviš Korkut è ricordato come il curatore del Museo Nazionale della Bosnia ed Erzegovina che salvò l'Haggadah di Sarajevo dall'esercito nazista durante la seconda guerra mondiale. Come confermato da altre persone vicine a Korkut, nel 1942 salvò Mira Papo, una ragazza ebrea, nascondendo la sua vera identità grazie alla sua famiglia. Non ha aderito al Partito Fascista durante la guerra, non volle aderire al Partito Comunista nel dopoguerra e per questo fu condannato a diversi anni di carcere. Dopo aver scontato sei degli otto anni nel carcere di Zenica è stato rilasciato, ma i suoi diritti civili non sono mai stati ripristinati. Dopo il suo rilascio ha lavorato come curatore del Museo della Città di Sarajevo. Morì il 28 agosto 1969. Insieme a sua moglie, Serveta Ljuž, fu proclamato Giusto tra le Nazioni da Yad Vashem nel 1999.

## Biografia
È nato il 5 maggio 1888 a Travnik da padre Ahmed Munib Korkut e madre Šahida. Veniva da una nota famiglia di Ulema, che si trasferì in Bosnia dalla Turchia durante il XVI secolo. Aveva quattro fratelli e cinque sorelle. Si diplomò nel 1909, dopo di che andò a studiare a Istanbul e alla Sorbona. Parlava turco, arabo, francese e tedesco.
Si laureò al Collegio Teologico di Istanbul nel 1914. Sebbene fosse stato congedato come ecclesiastico, fu mobilitato nell'esercito austro-ungarico nel luglio 1917 come imam militare con il grado di capitano di II classe.
Dal luglio 1916 al gennaio 1921, Korkut lavorò come insegnante di religione a Derventa, dopo di che fu per qualche tempo prefetto economico del Distretto Madrasa di Sarajevo; lavorò come capo della sezione musulmana del Ministero delle Religioni a Belgrado dal 1921 al 1923, quando fu costretto a dimettersi a causa delle pressioni dei membri del Partito Radical-Popolare.
Dal settembre 1923 all'ottobre 1925 fu segretario dell'Organizzazione popolare musulmana jugoslava, riunita attorno a Ibrahim Maglajlić. Dal 1927 fino alla sua nomina per il mufti di Travnik nel settembre 1929, lavorò come curatore del Museo Nazionale. La legge sulla comunità religiosa islamica in seguito abolì i mufti di Travnik e Bihać. Fino al 1937 lavorò come curatore del Museo di Cetinje e presso il Comando Supremo della Comunità Religiosa Islamica.
Dal 1937 al 1944 Korkut lavorò nuovamente come curatore del Museo Nazionale. Nel 1940 sposò Serveta Ljuža, albanese di Kosovska Mitrovica. Con lei, Korkut ebbe tre figli, un maschio, Munib, e due femmine, Abida e Lamija.
Durante la seconda guerra mondiale, Korkut è stato in grado di nascondere l'haggadah di Sarajevo dall'occupante tedesco e salvare anche una ragazza di nome Mira Papo, motivo per cui è stato proclamato Giusto tra le Nazioni con sua moglie nel 1999. Sua moglie Serveta ha dichiarato ai giornalisti di ricordare suo marito Derviš portare a casa l'Haggadah, e subito dopo essere venuto con una giovane ragazza ebrea, Mira Papo: "Le ho dato il mio velo, così poteva nascondersi dai nazisti mentre stava con noi", ha detto a Nacional nel 2009.
Con suo fratello Besim, Derviš Korkut è stato uno dei firmatari della risoluzione di Sarajevo che condannava i crimini contro i serbi e gli ebrei. Ha contribuito alla stesura di uno studio con altri esperti sostenendo che i rom sono "ariani" e che i cosiddetti "zingari bianchi" erano parte integrante del popolo bosniaco, motivo per cui il Ministero degli Interni dello Stato indipendente di Croazia, stato fantoccio nazista, nell'agosto 1941 ordinò la sospensione della persecuzione dei rom.
Dopo la guerra, Derviš Korkut fu dichiarato "collaboratore degli occupanti" in un processo truccato, e per il quale fu condannato a otto anni di carcere. Ha scontato sei anni nella prigione di Zenica; fu poi rilasciato, ma i suoi diritti civili non furono mai ripristinati. Dal giorno del rilascio, Derviš Korkut ha lavorato come curatore del Museo della Città di Sarajevo. Morì il 28 agosto 1969. Sua moglie visse fino al 9 settembre 2013, morendo all'età di 92 anni.
Nella sua opera accademica, Derviš Korkut si interessò maggiormente e scrisse delle minoranze in Bosnia ed Erzegovina: sia di ebrei che albanesi. Ha scritto su testate come: "La Tribune des Peuples", "L'Abstinence", "Gajret", "Pravda", "Iršad", "Večernja pošta", "Glasnik Saveza trezvene mladosti", "Glasnik Zemaljskog Muzeja", "Narodna starina", Cetinje s' "Zapisi", "Novi Behar" e altri. Nelle sue opere si occupò principalmente del periodo della dominazione ottomana, e anche di filologia. Dal 1933 al 1936 fu redattore del "Glasnik IVZ".